# ヴォルガ・ドン運河

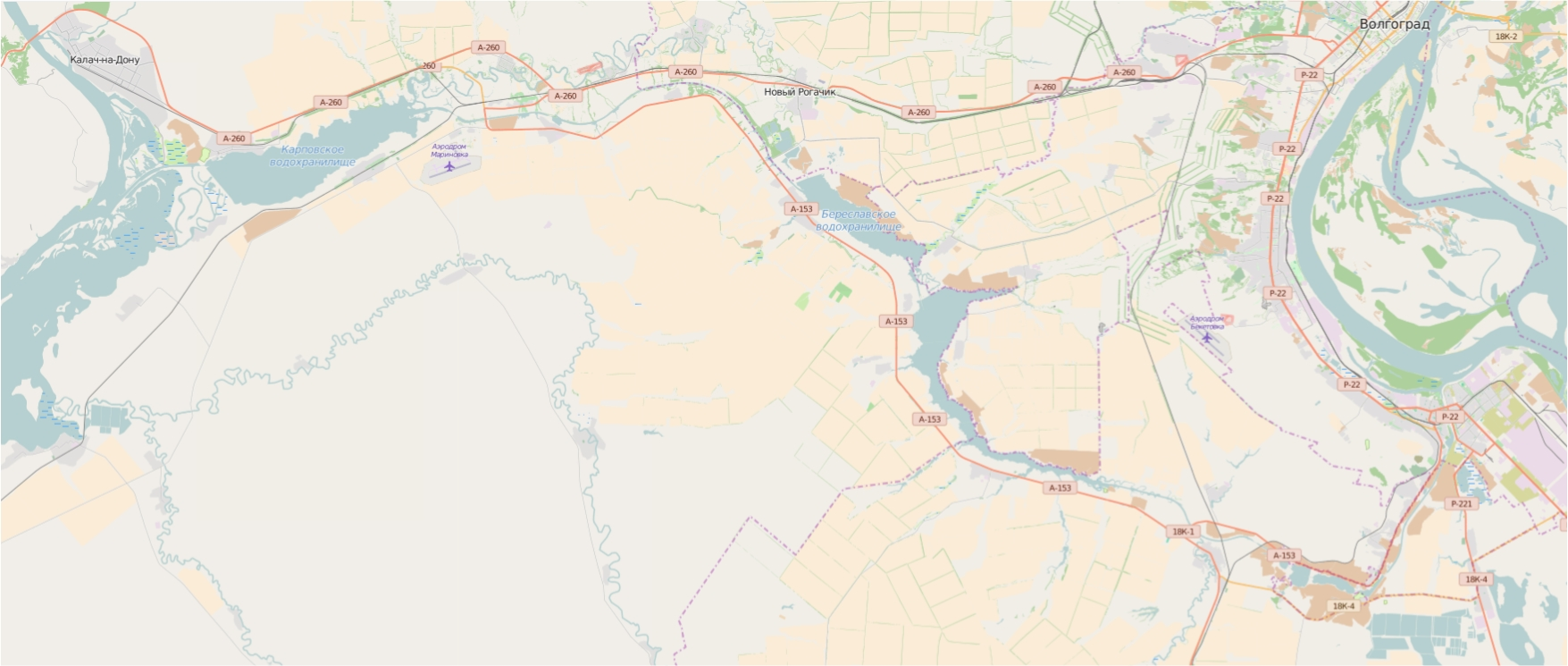
ヴォルガ・ドン運河はヴォルゴグラードの南、クラスノアルメイスク付近（図右やや下）から始まり、少し南下したのち北西へと進み、ヴォルゴドンスコイ付近の貯水池（図左）に接続する。

ヴォルガ・ドン運河（ヴォルガ・ドンうんが、ロシア語: Волго-Донской судоходный канал имени В. И. Ленина）は、ヴォルガ川とドン川を最短距離で結ぶ運河である。水路の総延長は101kmで、そのうち45kmが川と貯水池である。
この2つの川の接続は、はるか昔からの課題であった。1569年には、オスマン帝国の大宰相ソコルル・メフメト・パシャにより、対ロシア諸国および敵対するサファヴィー朝を牽制するため、艦隊を黒海からカスピ海あるいはヴォルガ川流域に送る目的で、初めての運河建設工事が行われたが、工事の難航と莫大な工費負担による財政悪化のため挫折した。また17世紀後半にはピョートル1世が建設を試みたが未完成に終わった。その後、いくつかの計画が考え出されたが、いずれも実行に移されることはなかった。
実際の建設が始まったのは1941年から1945年まで続いた大祖国戦争の前で、中断があったのち、1948年から1952年に完成した。この期間中に運河と付属施設の建設に携わったのは、特別に組織された強制収容所に収容されていた囚人である。1952年までに、現場で従事する強制労働者の数は10万人を上回った。

## 運用
この運河が完成したことにより、ヨーロッパ側のソ連における統一的な輸送機関システムの重要な一部となった。ヴォルガ川とはヴォルゴグラードの南で接続され、ドン川とはチムリャンスク湖で接続されている。閘室が1つある閘門が全部で13基あり、ヴォルガ川からドン川に向かう場合は、9基で88m上って4基で44m降りる。運河に設置されている閘門の大きさはヴォルガ川のものよりも小さいが、総トン数5,000トンまでの船舶が航行可能である。
運河で使われる水は、ドン川から3基の強力なポンプ場を経由して供給されていて、この水は灌漑にも使われている。
ドン地域からヴォルガ地域へは、ドネツィクからの石炭、鉱物性建材、穀物などの貨物が運ばれ、ヴォルガからドンへは、材木、黄鉄鉱、石油製品などの貨物が運ばれている。どちらの方向にも、観光船が運航されている。